# 16241 Dvorsky
A 16241 Dvorsky (ideiglenes jelöléssel 2000 GD126) a Naprendszer kisbolygóövében található aszteroida. A LINEAR projekt keretében fedezték fel 2000. április 7-én.